# Татул (Армения)
Татул (арм. Թաթուլ, до 4.07.2006 года - Арег) — село на западе Арагацотнской области, Армения.

## География
Село расположено в 7 км к западу от города Талина. В 6 км к северо-западу расположено село Ацашен, а в 4 к югу расположено село Барож.

## Население
По данным «Сборника сведений о Кавказе» за 1880 год в селе Пир-Малак Эчмиадзинского уезда по сведениям 1873 года было 12 «татарских», 6 курдских и 3 армянских двора, проживало 91 азербайджанец (указаны как «татары»), которые были шиитами, 46 курдов (сунниты) и 19 армян.
По данным «Кавказского календаря» на 1912 год в селе Пирмалак Эчмиадзинского уезда Эриванской губернии жило 168 человек, в основном азербайджанцев, указанных как «татары».

## Выдающиеся уроженцы
- Татул Крпеян — Национальный Герой Армении, участник Первой карабахской войны.

## Обстановка
Всеармянский фонд «Айастан» осуществляет программу строительства котельной и системы отопления сельской школы. 14 сентября 2006 года в селе произошёл крупный пожар, в результате чего в принадлежащем А.Арояну абрикосовом саду сгорело 10 тыс. м² сухой травы.

## Климат
Климат континентальный.